# Helgi Hrafn Gunnarsson

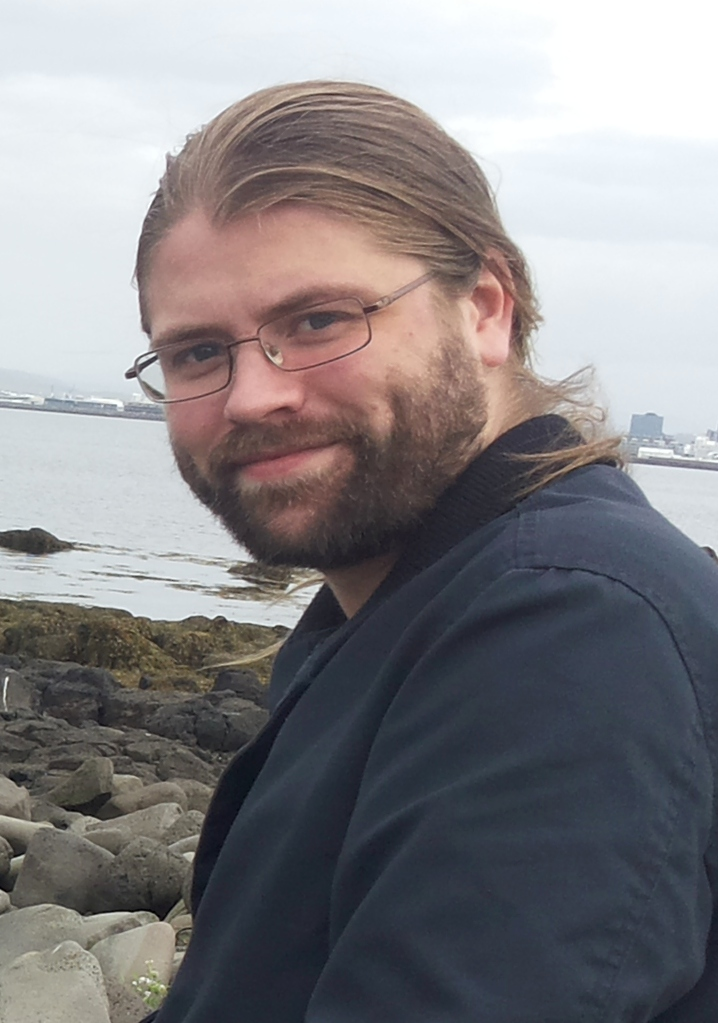
Helgi Hrafn Gunnarsson (2014)

Helgi Hrafn Gunnarsson (* 22. Oktober 1980 in Reykjavík) ist ein Politiker der isländischen Piratenpartei Píratar. Von 2013 bis 2016 und seit der vorgezogenen Neuwahl 2017 bis 2021 gehörte er dem isländischen Parlament Althing an.

## Leben
Helgi arbeitete als Systemadministrator und Programmierer bei verschiedenen isländischen Unternehmen. Seit der isländischen Parlamentswahl vom 27. April 2013 war Helgi Abgeordneter des isländischen Parlaments Althing für den Wahlkreis Reykjavík-Nord. Er war Mitglied im Parlamentsausschuss für Rechtsangelegenheiten und Erziehung. 2014–2015 war er Fraktionsvorsitzender der Píratar im Althing, von 2015 bis 2016 war er Parteivorsitzender. Nachdem Helgi Hrafn Gunnarsson zur Parlamentswahl in Island 2016 nicht mehr angetreten war, kandidierte er erfolgreich zur vorgezogenen Parlamentswahl vom 28. Oktober 2017 und gehörte seither wieder für den Wahlkreis Reykjavík-Nord dem Althing an. Zur Parlamentswahl 2021 ist er nicht angetreten. Er hatte dies bereits im September 2020 zusammen mit Smári McCarthy, der ebenfalls nicht mehr zur Wahl antrat, angekündigt. Die beiden Parlamentarier begründeten diesen Schritt damit, nicht zu lange im Parlament verbleiben zu wollen.